# Fona
Fona är en dansk hemelektronikkedja som grundades 1926 i Köpenhamn. 
Den startades av Harry Hylén och hade år 2006 över 64 butiker i hela Danmark. 
Den första butiken låg på Christianshavn i Köpenhamn.